# Ridgewayia krishnaswamyi
Ridgewayia krishnaswamyi is een eenoogkreeftjessoort uit de familie van de Pseudocyclopidae. De wetenschappelijke naam van de soort is voor het eerst geldig gepubliceerd in 1963 door Ummerkutty.